# Palisa papillata
Palisa papillata Edmunds, 1964 è un mollusco nudibranchio della famiglia Facelinidae. È l'unica specie nota del genere Palisa.